# Waldron (Arkansas)
Waldron é uma cidade localizada no estado americano de Arkansas, no Condado de Scott.

## Demografia
Segundo o censo americano de 2000, a sua população era de 3508 habitantes.
Em 2006, foi estimada uma população de 3623, um aumento de 115 (3.3%).

## Geografia
De acordo com o United States Census Bureau tem uma área de
13,0 km², dos quais 12,9 km² cobertos por terra e 0,1 km² cobertos por água. Waldron localiza-se a aproximadamente 224 m acima do nível do mar.

## Localidades na vizinhança
O diagrama seguinte representa as localidades num raio de 40 km ao redor de Waldron.